# Liga Veracruzana Estatal de Béisbol
La Liga Veracruzana Estatal de Béisbol (LVEB), anteriormente Liga de Béisbol Estatal de Veracruz (LBEV), es una liga de béisbol semiprofesional integrada por jóvenes prospectos de la entidad veracruzana y jugadores profesionales de la Liga Mexicana de Béisbol. Se realiza entre los meses de octubre a diciembre. En la actualidad está conformada por 4 equipos del estado de Veracruz de Ignacio de la Llave.
Cabe destacar que el equipo campeón representa a México en la Serie Latinoamericana contando con los respectivos equipos campeones de: Colombia, México, Nicaragua, Panamá, Argentina, Chile y Curazao.

## Historia

### Inicios
El lunes 5 de diciembre de 2016 con la presencia de seis representantes de equipos se llevó a cabo la reunión para la realización de la Liga de Béisbol Estatal de Veracruz, por iniciativa de su presidente electo, el ex liga mayorista, Narciso Elvira y de Franky Rivera, acompañados por peloteros veracruzanos y con apoyo de los diferentes gobiernos municipales y de la iniciativa privada, sin el apoyo del gobierno estatal.
Para más detalles sobre la primera temporada, véase: Liga de Béisbol Estatal de Veracruz 2016-2017.

### Actualidad
Se juega solo los sábados y domingos y es una temporada de aproximadamente dos meses de competencia, y en la postemporada se enfrentan el 1.º vs. el 4.º y el 2.º vs. el 3.º en series a ganar dos de tres juegos. Los ganadores se enfrentan por el campeonato, en un compromiso a ganar tres de cinco juegos posibles.

## Equipos

### Temporada 2017
| Liga Veracruzana Estatal de Béisbol 2017 |                  |                                    |                                    |
| Equipo                                   | Mánager          | Sede                               | Estadio                            |
| Arroceros de Tierra Blanca               | Román González   | Tierra Blanca, Veracruz            | Gustavo "Burjois" Fernández        |
| Cafeteros de Coatepec                    | Rolando Camarero | Coatepec, Veracruz                 | Adolfo López Mateos                |
| Chileros de Xalapa                       | Francisco Rivera | Xalapa, Veracruz                   | Deportivo Colón                    |
| Tobis de Acayucan                        | Félix Tejeda     | Acayucan, Veracruz Oluta, Veracruz | "Luis Díaz Flores" Emiliano Zapata |

### Desaparecidos
A lo largo de su historia la liga ha tenido otros clubes, que por diversas circunstancias han dejado el circuito. A continuación los clubes que han desaparecido de la LVEB:
| Equipo                   |
| Aguiluchos de Veracruz   |
| Broncos de Cosamaloapan  |
| Cañeros del Cocuite      |
| Gallos de Santa Rosa     |
| Papanes de Papantla      |
| Petroleros de Minatitlán |

## Campeones

### Equipos y mánagers campeones
| Temporada | Campeón            | Serie | Subcampeón               | Mánager Campeón  |
| --------- | ------------------ | ----- | ------------------------ | ---------------- |
| 2016-2017 | Chileros de Xalapa | 2-0   | Petroleros de Minatitlán | Francisco Rivera |
| 2017      | Tobis de Acayucan  | 3-2   | Chileros de Xalapa       | Félix Tejeda     |

#### Campeonatos por Club
A continuación se muestran los campeonatos por club desde la temporada 2016-2017:
| Equipo                   | Títulos | Subtítulos | Años de Campeonato |
| ------------------------ | ------- | ---------- | ------------------ |
| Chileros de Xalapa       | 1       | 1          | 2017               |
| Tobis de Acayucan        | 1       | 0          | 2017               |
| Petroleros de Minatitlán | 0       | 1          |                    |

### Campeonatos por club en Serie Latinoamericana
| Equipo            | Campeonatos | Subcampeonatos | Años de Campeonato | Años de Subcampeonato |
| ----------------- | ----------- | -------------- | ------------------ | --------------------- |
| Tobis de Acayucan | 0           | 1              |                    | 2018                  |